# Sound of Our Hearts
A Sound Of Our Hearts (magyarul: Szíveink dallama) egy elektro-popdal, mely Magyarországot képviselte a 2012-es Eurovíziós Dalfesztiválon. A dalt a Compact Disco adta elő angol nyelven.
A dal a 2012. február 11-én rendezett magyar nemzeti döntőben nyerte el az indulás jogát. A döntőben a nézők szavazatai alapján négy – Király testvérek, Caramel, Compact Disco és Heincz Gábor – előadó került a zsűri elé, ahol kialakult a végeredmény.
A zsűri döntése a nézők által legjobbnak ítélt négy dalról, az alábbi volt:
- Rakonczai Viktor: Heincz Gábor
- Wolf Kati: Compact Disco
- Rákay Philip: Caramel
- Csiszár Jenő: Compact Disco

Így a zsűri döntése alapján A Dalt a Compact Disco nyerte.
Számos európai területen megjelentették a dalt és annak remixeit az Eurovíziós Dalverseny előtt. A svéd Family Tree Records Dániában, Norvégiában, Svédországban és a Balti országokban, míg a belga Mostiko Belgiumban, Hollandiában, Luxemburgban, a német Mole a német nyelvterületeken (Ausztria, Németország és Svájc), a Toco publishing cég Oroszország és több volt szovjet tagállam területén jelentette meg a dalt. Érdekesség, hogy Európán kívül a Dél-afrikai Köztársaságban is megjelent a kislemez.
Az Eurovíziós Dalfesztiválon a dalt először a május 22-én rendezett első elődöntőben adták elő, a fellépési sorrendben tizenötödikként az orosz Buranovskiye Babushki Party for Everybody című dala után, és az osztrák Trackshittaz Woki mit deim Popo című dala előtt. Az elődöntőben 52 ponttal a tizedik helyen végzett, így továbbjutott a döntőbe.
A május 26-án rendezett döntőben a fellépési sorrendben másodikként adták elő, a brit Engelbert Humperdinck Love Will Set You Free című dala után és az albán Rona Nishliu Suus című dala előtt. A szavazás során 19 pontot kapott, mely a 24. helyet helyet jelentette a 26 fős mezőnyben.
A következő magyar induló ByeAlex Kedvesem (Zoohacker Remix) című dala volt a 2013-as Eurovíziós Dalfesztiválon.

## Lásd még
- Compact Disco
- 2012-es Eurovíziós Dalfesztivál
- A Dal 2012